# Skärholmens kyrka
Skärholmens kyrka är en kyrkobyggnad som tillhör Skärholmens församling i Stockholms stift. Kyrkan ligger i Skärholmen omkring en mil sydväst om centrala Stockholm.

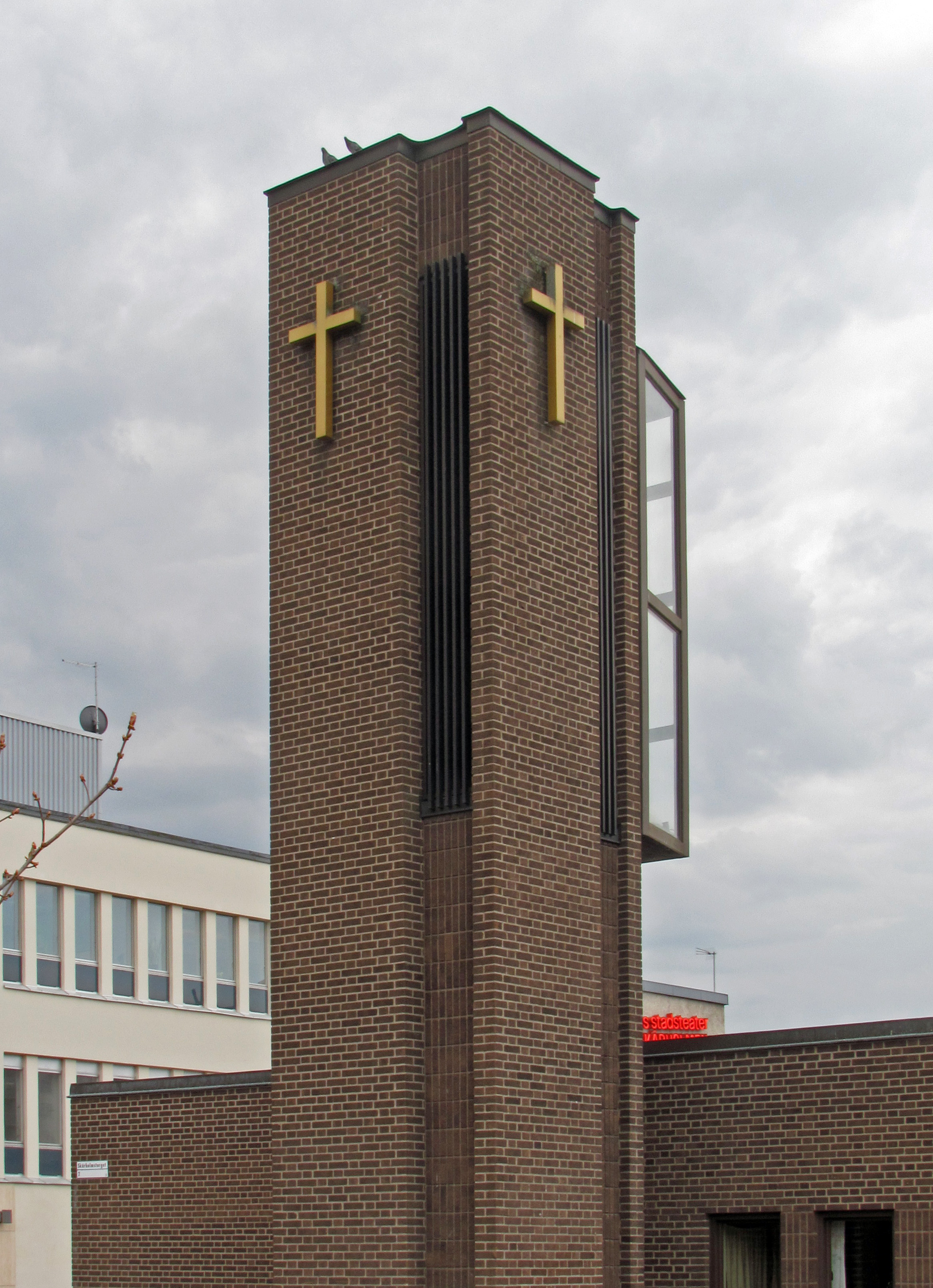
Klocktornet.

## Kyrkobyggnaden
Kyrkan med församlingslokaler uppfördes 1976 efter ritningar av arkitekt Ingrid Uddenberg och invigdes på nationaldagen och pingstdagen den 6 juni 1976. Byggnaden har ytter- och innerväggar klädda med brunt tegel. Kyrkorummets kupolformade tak av trä är klätt med kopparplåt. Kyrktaket kröns av en stiliserad kyrktupp utformad av Torolf Engström. På Skärholmens torg, strax utanför kyrkan, finns ett fristående klocktorn.

## Inventarier
- Orgeln med 24 stämmor är levererad 1983 av A Mårtenssons orgelfabrik i Lund.
- Ett triumfkrucifix i förgyllt trä är tillverkat av Harry Svensson.
- Utanför kyrkdörren står en åsna av terrakotta i naturlig storlek. Åsnan är skulpterad av Hertha Hillfon.
- Altare och dopfunt är tillverkade av ljusgrå ölandskalksten.

### Webbkällor
- anläggningspresentation
- Skärholmens församling